# Diamante del fabbricante di cucchiai

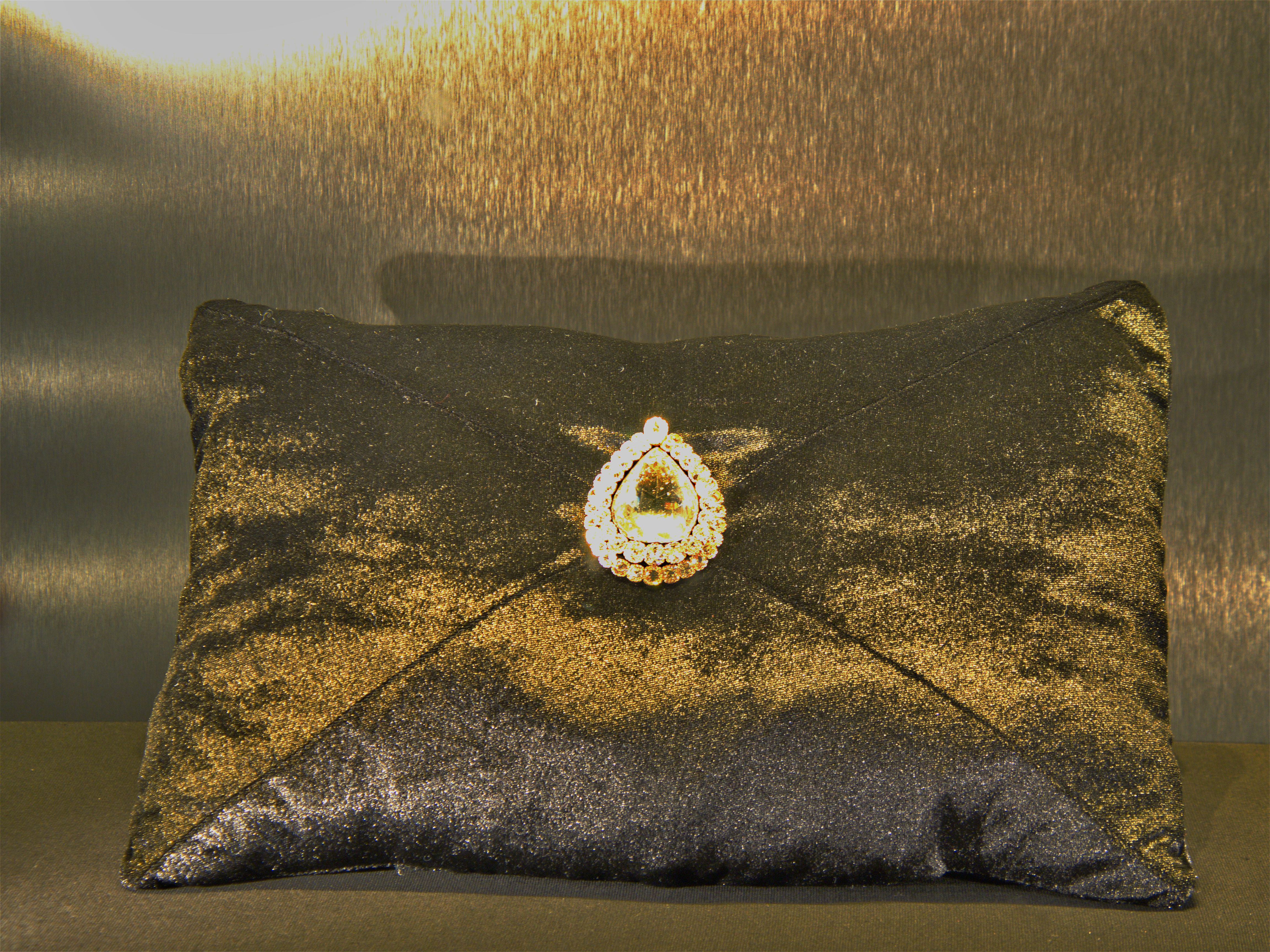
Diamante del fabbricante di cucchiai

Il diamante del fabbricante di cucchiai (in turco Kasikçi Elmasi) è un celebre diamante a forma di goccia del peso dichiarato di 86 carati custodito nel Museo Topkapi di Istanbul in Turchia; viene considerato il quinto diamante più grande al mondo: stime recenti, tuttavia, fanno ritenere il suo vero peso più del doppio di quello ufficialmente riportato.
Deve il nome alla leggendaria storia del suo ritrovamento: la pietra preziosa sarebbe stata trovata casualmente in un mucchio di spazzatura a Istanbul da un uomo che, ignorandone il valore, l'avrebbe ceduta a un commerciante ambulante in cambio di tre cucchiai di legno. La storia del diamante è incerta ma tra i suoi proprietari vi sarebbero stati i Sultani Mehmed IV e Mahmud II, Alì Pascià di Tepeleni, Giacomo Casanova e Maria Letizia Ramolino, madre di Napoleone Bonaparte.

## Storia e leggende

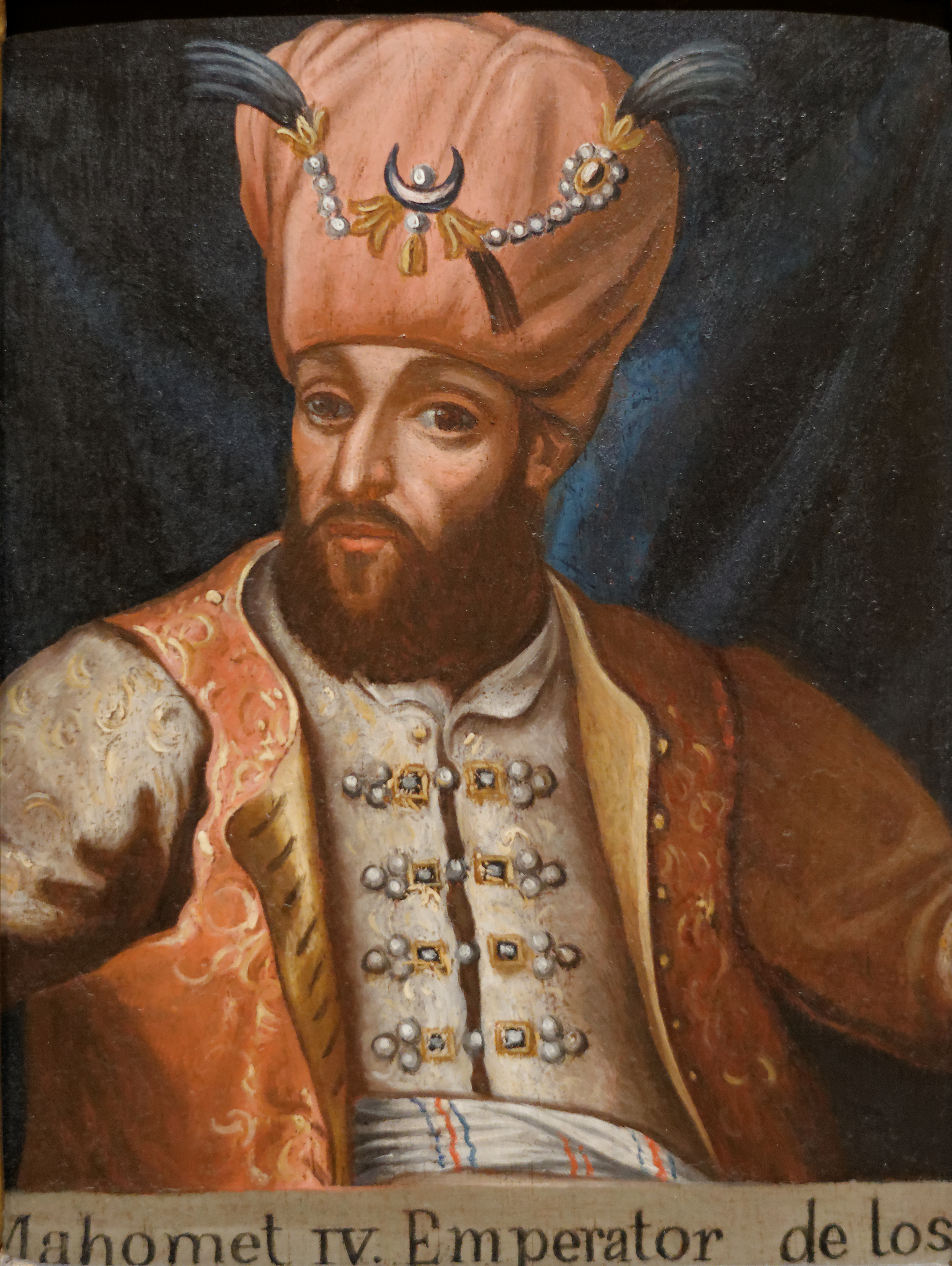
Ritratto del Sultano Mehmed IV raffigurato in un quadro esposto a Vienna

### Leggendario ritrovamento
Intorno alla storia della pietra aleggiano molte leggende che si intrecciano tra di loro rendendo difficile venire a capo della reale origine del diamante. La versione documentata da Rasid, storico ufficiale della corte Ottomana, racconta che fu rinvenuto nel 1669 nella discarica di Egrikapi a Istanbul da un mendicante che, credendolo un bel pezzo di vetro ma ignorandone suo valore, tentò di venderlo nei mercati della città fino a quando lo cedette ad un artigiano in cambio di tre cucchiai di legno. Quest'ultimo, a sua volta lo vendette a un gioielliere per l'esigua cifra di dieci monete d'argento.
Ben presto il Sultano Mehmed IV, informato dal Gran Vizir Kopruluzade Ahmed Pasha dell'accaduto, ordinò l'acquisto del diamante.

### Diamante Pigot-Casanova

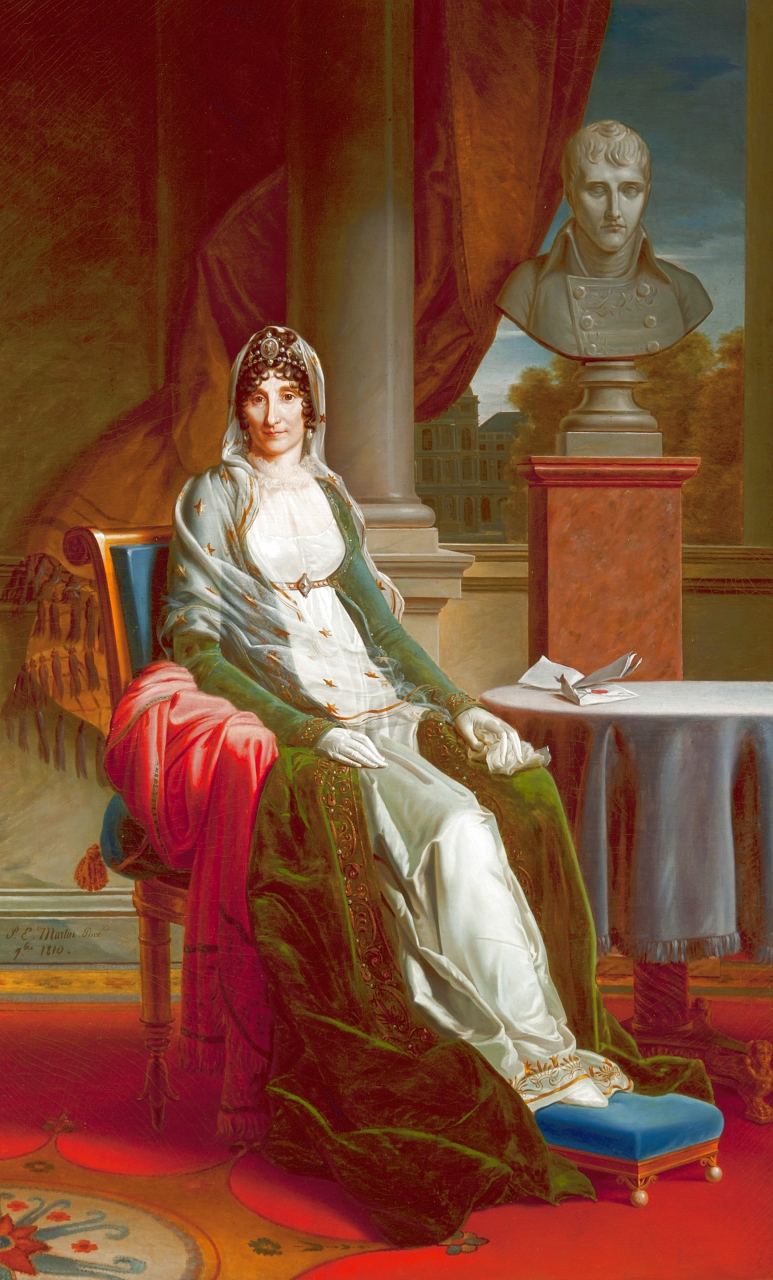
Ritratto di Maria Letizia Ramolino esposto nella Reggia di Caserta, opera del pittore Pierre-Edmond Martin del 1810

Ipotesi meno fantasiose fanno ritenere che il diamante esposto nel museo possa essere quello acquistato da un ufficiale francese di nome Pigot dal Maharajah di Madras nel 1774, portato quindi in Francia ma presto rubato. Tempo dopo un diamante dello stesso peso fu venduto ad un'asta cui partecipò anche Giacomo Casanova e secondo alcune fonti da questi acquistato.
Il Diamante Pigot-Casanova entrò successivamente in possesso di Maria Letizia Ramolino, madre di Napoleone Bonaparte che fu costretta a rivenderlo per mettere insieme la cifra necessaria a organizzare la fuga del figlio esiliato sull'Isola d'Elba; l'evasione fu portata a buon fine nel 1815.

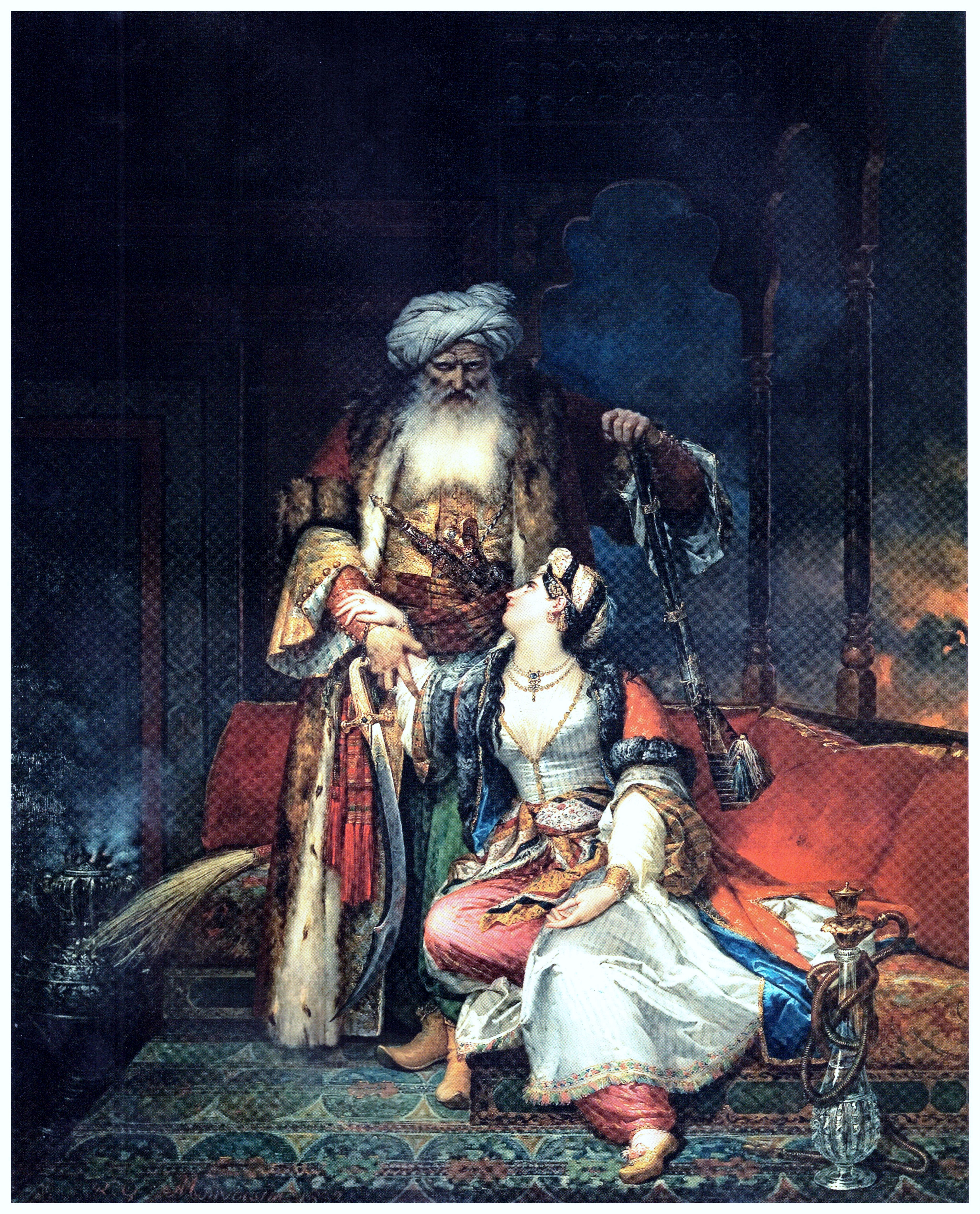
Il ritratto di Alì Pascià esposto nel Palazzo Cousiño in Cile

Anni dopo un grande diamante fu acquistato al prezzo di 150.000 pezzi d'oro da un ufficiale Ottomano e andò a incrementare il tesoro di Alì Pascià di Tepeleni. Non si hanno prove che esso sia il Pigot-Casanova ma in molti lo ritengono probabile, in considerazione dell'analogia tra il peso delle due pietre. Quando Alì Pascià morì, ucciso nella rivolta contro il Sultano Mahmud II, il suo tesoro e quindi anche il diamante fu spostato nel palazzo del Sultano.

### Analogie con il diamante Turkey II
Una tesi sostiene che il "Diamante del fabbricante di cucchiai" sia in realtà il  diamante "Turkey II", proveniente da giacimenti indiani e che sino al 1882 figurava tra i gioielli della Corona della Turchia ma di cui si sono perse le tracce. A sostegno di tale ipotesi vi è l'analogia del peso delle due pietre risultante dagli inventari ufficiali.

## Descrizione
Il diamante è di  grande purezza e possiede valore inestimabile; è montato su argento dorato, circondato da 49 diamanti più piccoli tagliati all'antica disposti su due file. Le sue dimensioni sono 42 mm x 35 mm x 16 mm. Il peso dichiarato è di 86 carati ma considerando le sue dimensioni, il suo peso parrebbe notevolmente sottostimato. Calcoli approssimativi fanno pensare che il Diamante del fabbricante di cucchiai pesi quasi 200 carati; in tal caso un'ipotesi credibile sull'errata stima è che, a causa di successive trascrizioni, l'originaria misurazione di 186 carati possa essere stata erroneamente riportata come 86 carati.
Non è dato di sapere  se l'attuale montatura sia opera di orafi incaricati da Ali Pasha oppure da Mahmud II. Studiosi affermano che la disposizione delle pietre preziose voglia richiamare l'idea di una luna piena in un cielo stellato.